# Indopadilla retsivn
Espèce
Indopadilla retsivn est une espèce d'araignées aranéomorphes de la famille des Salticidae.

## Distribution
Cette espèce est endémique de la province de Đồng Nai au Viêt Nam,. Elle se rencontre vers Tân Phú.

## Description
Le mâle holotype mesure 5,29 mm et la femelle paratype 5,60 mm

## Systématique et taxinomie
Cette espèce a été décrite par Hoang, Phan et Vo en 2024.

## Étymologie
Cette espèce est nommée en l'honneur de Pham Hong Hai dit Retsivn.

## Publication originale
(mai 2024).
- Hoang, Phan & Vo, 2024 : « Taxonomic notes on Indopadilla Caleb et Sankaran, 2019, with description of two new species from Vietnam (Aranei: Salticidae). » Arthropoda Selecta, vol. 33, no 2, p. 250-259.